# Ніс (фільм, 1965)
«Ніс» — радянський телефільм 1965 року знятий на Ленінградському телебаченні у формі телевистави. Екранізація однойменної повісті Миколи Гоголя.

## Сюжет
Сюжет повторює оригінальну повість. Цирюльник коли снідав, у спеченому дружиною шматку хліба знайшов ніс колезького асесора Ковальова. Щоб позбутися дивної знахідки, він його викидає з моста.
Сам же колезький асесор Ковальов того ранку прокидається без носу, на його місці лише гладке місце. Він йде до поліцмейстра заявити про пропажу, але по дорозі зустрічає власний ніс в шитому золотому мундирі, капелюсі статського радника і при шпазі. Тут і починаються подальші пригоди…

## У ролях
- Олег Борисов — майор Ковальов, головна роль.

- Павло Луспєкаєв — поліцмейстер.

- Людмила Макарова — Олександра Григорівна Підточина, штаб-офіцерша.

- Борис Рижухін — ?